# Procallimus rapillyi
Procallimus rapillyi là một loài bọ cánh cứng trong họ Cerambycidae.